# Титаренко Олексій Георгійович
Олексі́й Гео́ргійович Титаре́нко (25 березня 1986 — 27 липня 2016) — солдат Збройних сил України, учасник російсько-української війни.

## Життєпис
Народився 1986 року в місті Рубіжне (Луганська область). Проживав у селі Новокраснянка (Кремінський район).
У вересні 2015 року мобілізований; солдат 54-ї окремої механізованої бригади, механік-водій.
27 липня 2016-го загинув під час обстрілу — уражений пострілом ворожого снайпера з великокаліберної зброї поблизу селища Луганське.
Поховаий у селі Новокраснянка.
Без Олексія лишились мама, сестра та брат.

## Нагороди та вшанування
- указом Президента України № 522/2016 від 25 листопада 2016 року «за особисту мужність і високий професіоналізм, виявлені у захисті державного суверенітету та територіальної цілісності України, вірність військовій присязі» — нагороджений орденом «За мужність» III ступеня (посмертно)[1].